# Encalypta obovatifolia
Encalypta obovatifolia là một loài rêu trong họ Encalyptaceae. Loài này được Nyholm mô tả khoa học đầu tiên năm 1995.